# آرام شاه بن قطب الدين
آرام شاه بن قطب الدين ثاني سلاطين مماليك الهند في سلطنة دلهي، حكم آرام شاه دلهي في الفترة (1210 - 1211)، وبلغ حكمه ثمانية أشهر

## الحكم
توفي قطب الدين أيبك في سنة 607 هـ الموافق 1210، وخلفه ابنه آرام شاه، لكنه لم يكن مؤهلًا لأن يتولى شؤون البلاد، فقد لمس كبار الحاشية والنبلاء ورجال الدين عجزه، فراسلوا شمس الدين التتمش وكان أتابك العسكر، فجمع جيوشه وتوجه إلى دهلي وهزم آرام شاه الذي يبدو إنه قتل في المعركة، واستلم إيلتُتمِش السلطنة سنة 607 هـ الموافق 1211.